# Oath Bound
Albums de Summoning
Lost Tales Old Mornings Dawn
Après 5 années d'absence, depuis leur sixième album, Let Mortal Heroes Sing Your Fame paru en 2001, Oath Bound est le huitième CD du groupe de black metal Summoning,,,. Le précédent, un mini-album, Lost Tales était paru en 2003.
Cet album est le premier à contenir une chanson écrite en langage des Orcs (Mirdautas Vras), précise l'étiquette collée sur le boîtier. Le texte original de l'étiquette précise : "Music from Middle Earth. Featn the first song ever, "Mirdautas Vras", in the language of the orcs!"

## Titres
| No | Titre                     | Durée |
| -- | ------------------------- | ----- |
| 1. | Bauglir                   | 2:58  |
| 2. | Across The Streaming Tide | 10:20 |
| 3. | Mirdautas Vras            | 8:13  |
| 4. | Might And Glory           | 8:26  |
| 5. | Beleriand                 | 9:27  |
| 6. | Northward                 | 8:39  |
| 7. | Menegroth                 | 8:12  |
| 8. | Land Of The Dead          | 12:50 |

## Formation
- Protector : Claviers, Guitare électrique, Boîtes à rythmes, Chant (aux titres 2, 4 et 8)
- Silenius : Claviers, Chant (aux titres 3, 5, 6 et 7)